# Kolonia Plucice
Kolonia Plucice – wieś Plucice w Polsce, położona w województwie łódzkim, w powiecie piotrkowskim, w gminie Gorzkowice.
Do 2011 Plucice-Kolonia. Do 2024 r. miejscowość była częścią wsi Plucice. W latach 1975–1998 Kolonia Plucice administracyjnie należała do województwa piotrkowskiego.